# Cherubino Trabucchi
Cherubino Trabucchi (Verona, 29 gennaio 1911 – Verona, 20 ottobre 1986) è stato uno psichiatra italiano.

## Biografia

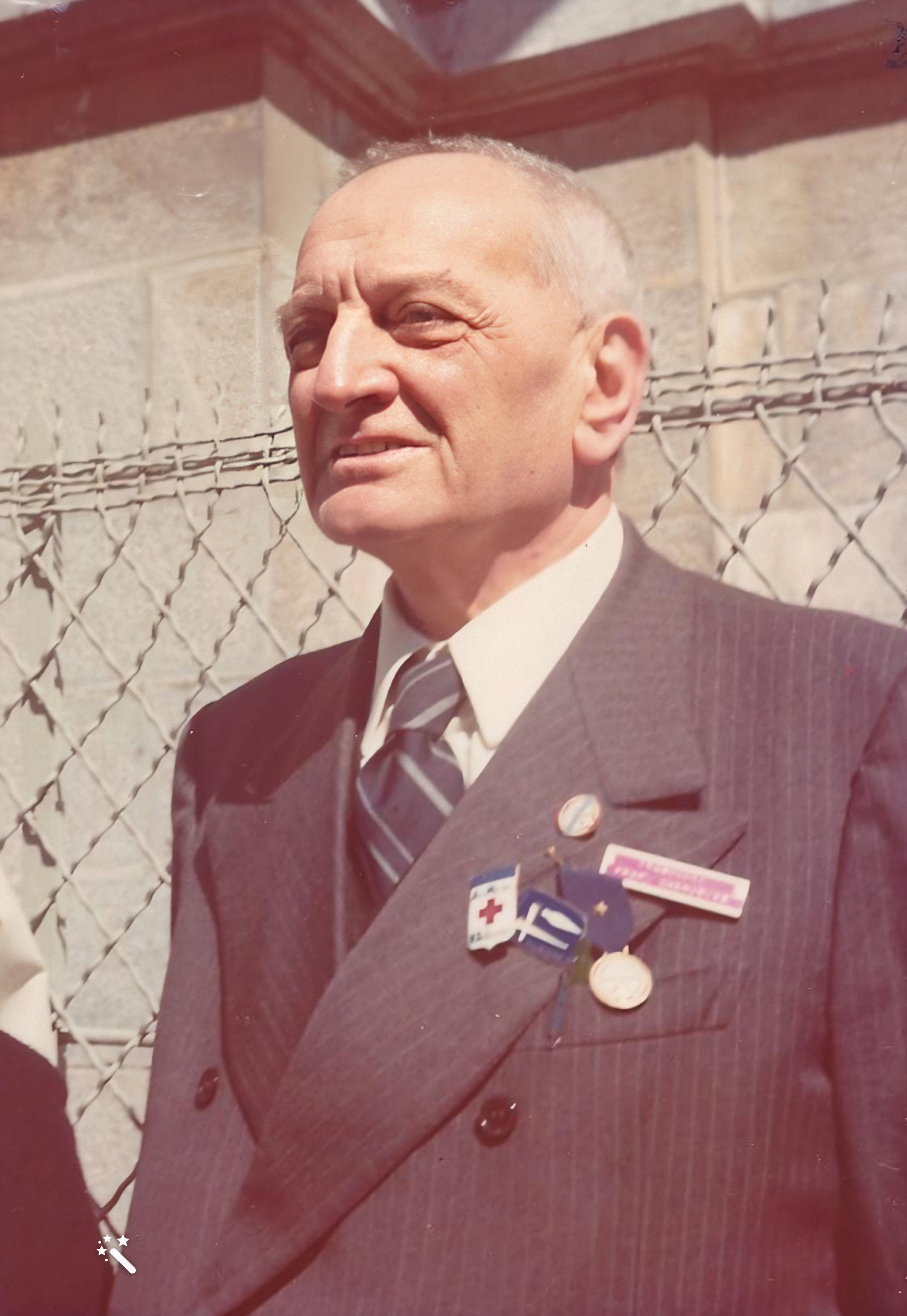
Cherubino Trabucchi in servizio a Lourdes come volontario medico

Figlio di Marco (avvocato, fondatore dell'Istituto Artigianelli con Giovanni Battista Piamarta e zio di Alessandro Trabucchi) e di Maria Zamboni (sorella del filosofo Giuseppe Zamboni) era fratello di Giuseppe, Emilio, Alberto e Maria. Dopo aver conseguito la maturità, un anno in anticipo, al Liceo classico Scipione Maffei di Verona, si laureò in medicina all'Università di Padova nel 1933 frequentando la Clinica Medica diretta successivamente da Cesare Frugoni e Antonio Gasbarrini.
Nel 1936 prende la specializzazione in Pneumologia e mentre frequenta la specializzazione in radiologia deve abbandonare a causa del ritiro della tessera del partito Fascista "per assoluta mancanza delle qualità che concernono lo spirito fascista". Entra quindi nella specializzazione in Malattie Nervose e Mentali, scuola diretta dal prof. Giuseppe Carlo Riquier, che consegue nel 1937 e prosegue i primi anni della sua carriera presso quella scuola nell’Università di Padova come assistente ed aiuto Universitario. Nel 1940 ottiene la Libera Docenza in Clinica delle Malattie Nervose e Mentali.

## Attività
Nel 1940 viene arruolato come Tenente nella Regia Marina e dirige prima il reparto Neuropsichiatrico della Regia Marina di Cagliari e poi di Pola, dove si troverà l’8 settembre 1943, in qualità di Capo reparto del Servizi Neuropsichiatrico e della Divisione Psichiatrica dell'Ospedale Generale e Psichiatrico Santorio. Sarà sempre orgoglioso di questa esperienza che ricorderà con passione che lo porterà ad accettare di buon grado il compito di consulente per l’Ospedale Militare di Verona dal 1970 alla sua morte. Compito che, diceva, lo faceva sentire giovane.
L'1 agosto 1947, in seguito a concorso, viene nominato Direttore dell’Ospedale Psichiatrico San Giacomo della Tomba di Verona dove si dedica prima alla riorganizzazione secondo concetti moderni del grande istituto (1200 letti) e  contemporaneamente organizza attività di Medicina Sociale ad impronta psichiatrica. 
In questo ruolo organizza i servizi ambulatoriali nelle sedi periferiche del Comune dando origine all’embrione da cui poi si svilupperà l’attuale organizzazione territoriale della psichiatria.
Fautore dell'umanizzazione della terapia psichiatrica, "curare la psiche elevando lo spirito", fu il precursore dell'atelier di pittura, su suggerimento di Michael Noble (Ufficiale scozzese del Psycological Warfare Branch), da cui emerse il famoso Carlo Zinelli

.
Grande maestro di scienza psichiatrica, convinto che l'assistenza protetta dei malati mentali non costituiva l'esclusività. Con questa convinzione, tra le tante iniziative inerenti a questo suo intendere le cure psichiatriche, negli anni '60 portò a Lourdes e in altri santuari italiani i pazienti dell’Ospedale, in un'epoca in cui la normative indicava più la custodia che la cura dei pazienti ricoverati. 
Nel 1959 John Phillips, fotoreporter del settimanale Life, s'intrattenne più di un mese nell'Ospedale per realizzare un servizio e lasciò scritto: "Per quanto strano possa sembrare, c'era un sottofondo di dolcezza in questo ospedale, dove i pazienti si aiutavano a vicenda e il personale mostrava grande capacità di controllo anche di fronte ad alcuni casi piuttosto difficili".
Negli anni Sessanta vista la vetustà e la difficile ed inadeguata possibilità di una buona gestione della vita e della cura riabilitativa degli "ospiti" dell’Ospedale Psichiatrico di San Giacomo, si adoperò per la realizzazione della struttura ospedaliera di Marzana, dando un nuovo volto alla cura delle malattie della psiche. Egli infatti volle che il nuovo ospedale fosse senza inferriate, senza alte mura esterne, un ospedale trasparente verso il paese in cui è inserito. Molto rigoroso nel suo lavoro, fu anche impegnato nel sensibilizzare gli amministratori e la società civile sulla situazione dei malati, organizzando tra l'altro eventi in cui l'Ospedale si apriva alla città e laboratori artistici di particolare importanza terapeutica che ebbero grande risonanza. Negli anni Settanta seguì in prima persona il Servizio di Igiene Mentale, nato dalla riforma Mariotti del 1968. Principi cardine della sua azione furono il rispetto per la sacralità della persona e il desiderio di offrire a tutti la possibilità di vivere la vita in modo pieno, sia sul piano personale sia sul piano sociale.
Per migliorare la possibilità di un reinserimento nelle famiglie dei pazienti ricoverati in Ospedale fondò a Verona la scuola per Assistenti Sociali, figure atte a preparare e seguire le famiglie e le comunità d’origine al rientro dei loro congiunti ricoverati in Ospedale Psichiatrico.
Mantenne l’incarico di Direttore dell’Ospedale fino al 1972, quando la sua passione per una nuova psichiatria territoriale gli fa scegliere di passare a dirigere per tre anni, fino al pensionamento, il Centro d’Igiene Mentale di Verona.
Nell’ambito della libera professione, dopo una esperienza nella casa di cura Chierego Perbellini, trasferisce la propria attività nella casa di cura Villa Santa Chiara, fondata con il dott. Bruno Maggioni.
Gli impegni professionali principali si sono nondimeno intrecciati a molteplici altri incarichi ed interessi: Consulente delle Ferrovie dello Stato Italiane per 17 anni, ma, soprattutto, ha promosso nella sua diocesi le attività per la Pastorale Familiare e si è prodigato in molte iniziative ed attività a favore della Famiglia come ente sociale.
Figura di spicco del mondo cattolico veronese, nei primi anni dopo la Seconda Guerra Mondiale l'assillo del Trabucchi e di altri suoi amici a Verona era la ricostruzione delle famiglie smembrate e devastate da violente contrapposizioni, impegnandosi nelle attività della pastorale familiare sino agli ultimi giorni della sua vita.
Nel primo dopoguerra portò a Verona il Fronte della Famiglia e in tale ambito iniziò i corsi per fidanzati e il cineforum. Nel 1949 fondò il Consultorio matrimoniale di ispirazione cristiana (il secondo in Italia). 
In campo europeo, con il prof. Siegfried Ernst protestante e presidente europeo dei Medici per la Vita, fondò l'Union Civium Europae (UCE) l'Unione Europea per le Iniziative Civili in favore della dignità umana, che coinvolse medici di Francia, Austria, Germania, Belgio, Olanda e Svizzera, da cui nacque il Movimento Europeo per la difesa della vita e della dignità umana (MEVD). 
Interesse di Trabucchi fu la formazione e il supporto alle coppie giovani, alle famiglie e ai figli nella diocesi e nella Società civile, ove si è prodigato in molte iniziative ed attività a favore della Famiglia come ente sociale. Ha fondato e diretto la rivista Itinerari Sociali ed è stato membro del Comitato direttivo di numerose riviste sul tema e in Italia.  Per una migliore possibilità aderendo a movimenti quali l’UCE (unio civium europae dignitatem humanam defendentium), sorti in altri paesi in Europa, ha collaborato alla Fondazione e presieduto l’Unione Italiana delle Iniziative Civili, per la difesa della civiltà umana, della vita e dei diritti della persona.
Ha fondato e diretto la rivista Itinerari Sociali ed è stato membro del Comitato direttivo di numerose riviste.
Proseguì la sua attività di psichiatra fino ai suoi ultimi giorni di vita avendo sempre presente non la malattia, ma la Persona, l’Homo sapiens e la necessità di valorizzare non solo l’aspetto biologico, in cui comunque credeva molto, ma anche la vita relazionale, ambientale, affettiva lavorativa della persona che aveva di fronte.

## Vita privata
L'11 ottobre 1944 sposa Carla Gola, figlia di Giuseppe Gola, con cui ebbe Giuseppe, Carlo, Anna Maria, Beatrice, Maria Alessandra e Luigi Giovanni Calabria.
Trabucchi stimava e venerava sinceramente il Beato Luigi Novarese e San Giovanni Calabria, suo paziente, tanto da dare il nome del Santo al suo ultimo figlio.